# 妹尾宗衡
妹尾 宗衡（せのお むねひら、生没年不詳）は、日本の平安時代末期の武将。
備前国の平氏方有力武将妹尾兼康の次男、寿永4年3月24日午の刻壇ノ浦の戦いの最中平時忠より名剣烏丸を賜り敵中突破して、三種の神器の一つ八咫鏡を携え美作国に隠棲。

## 生涯
妹尾宗衡に関して現在2か所の史跡が存在する。

### 八咫鏡奉鎮碑
山口県下関市赤間神宮大安殿向って右側に石碑が二つ並んでおり、妹尾宗衡に関する記述は左側の細めの記念碑裏側に記述有、八咫鏡は昭和33年7月13日春名義雄氏によって発掘され昭和34年2月11日赤間神宮に奉鎮される。
尚この時地元住民の一部に八咫鏡所有権確認請求訴訟を起こされている。

### 伝八咫鏡発祥之碑
この八咫鏡を発掘した場所、岡山県美作市土居に経緯について記述があるが昭和33年7月13日に春名義雄氏によって発掘されるも、由来は何方かと言えば勝田郡植月地方の後南朝の歴史に関係が深く、壇ノ浦の合戦で妹尾氏が命がけで鏡を持ち帰ったという説は安徳天皇に関するロマンに満ちた伝説という記述になっている。

## 画像集

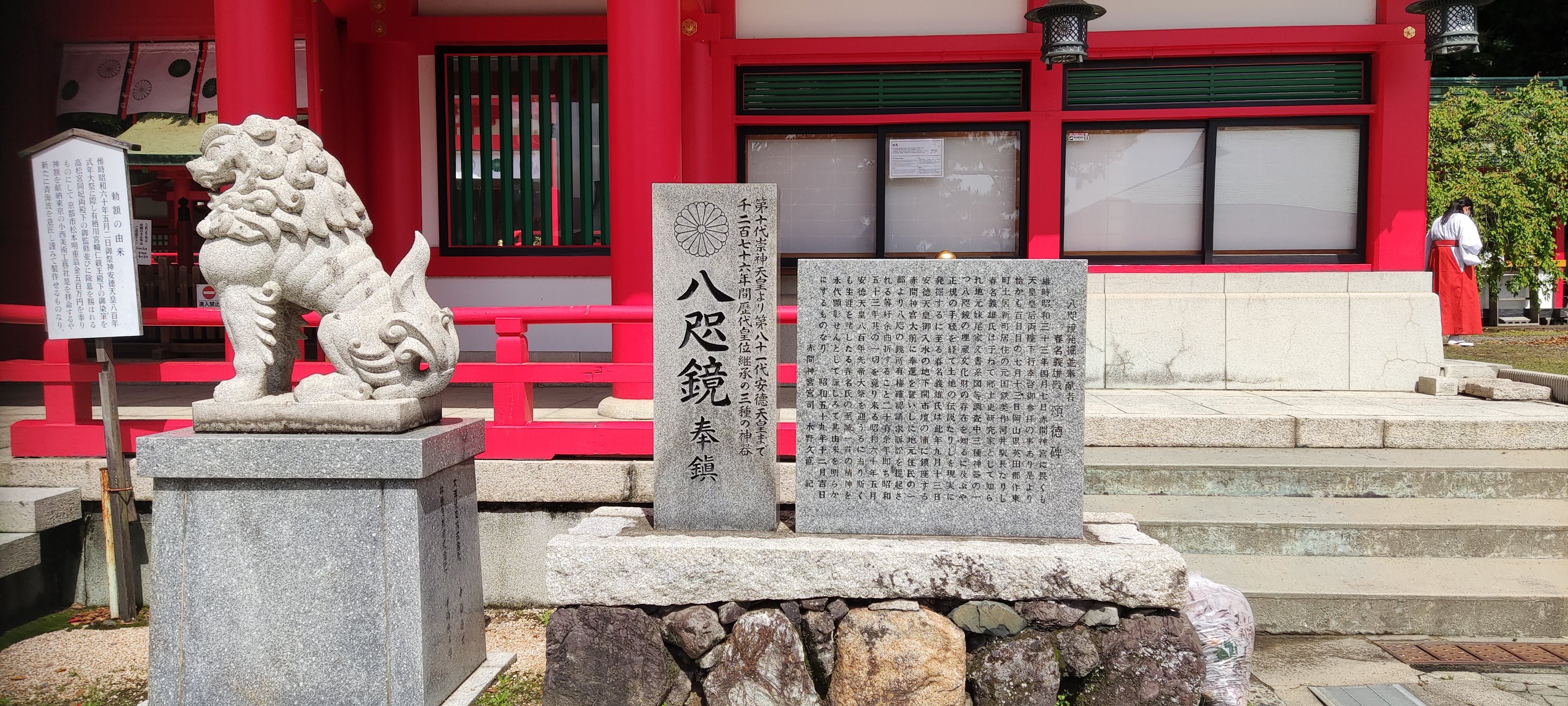
八咫鏡発掘並奉献者春名義雄殿頌徳碑（下関市）（山口県下関市阿弥陀寺町4‐4赤間神宮）
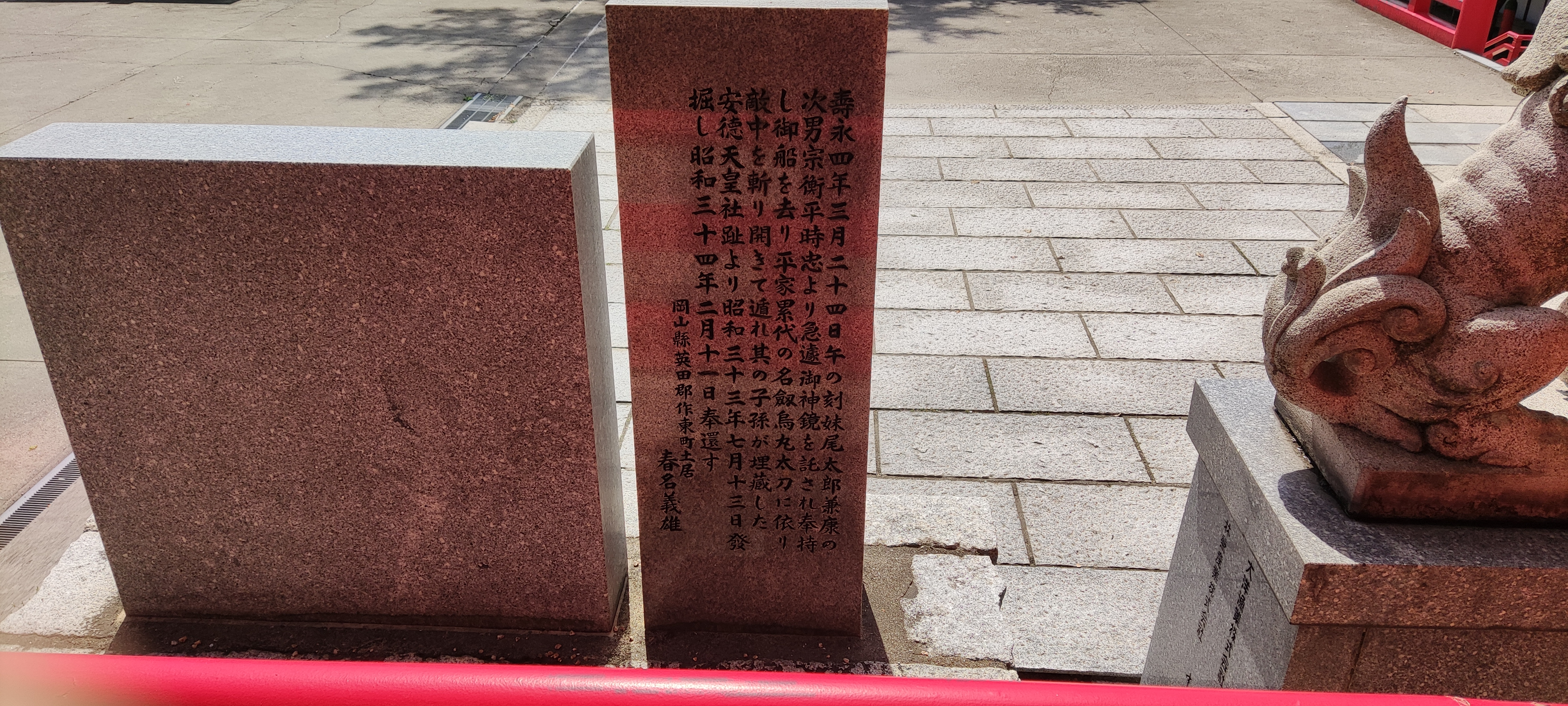
八咫鏡奉鎮碑裏面（下関市）（山口県下関市阿弥陀寺町4‐4赤間神宮）
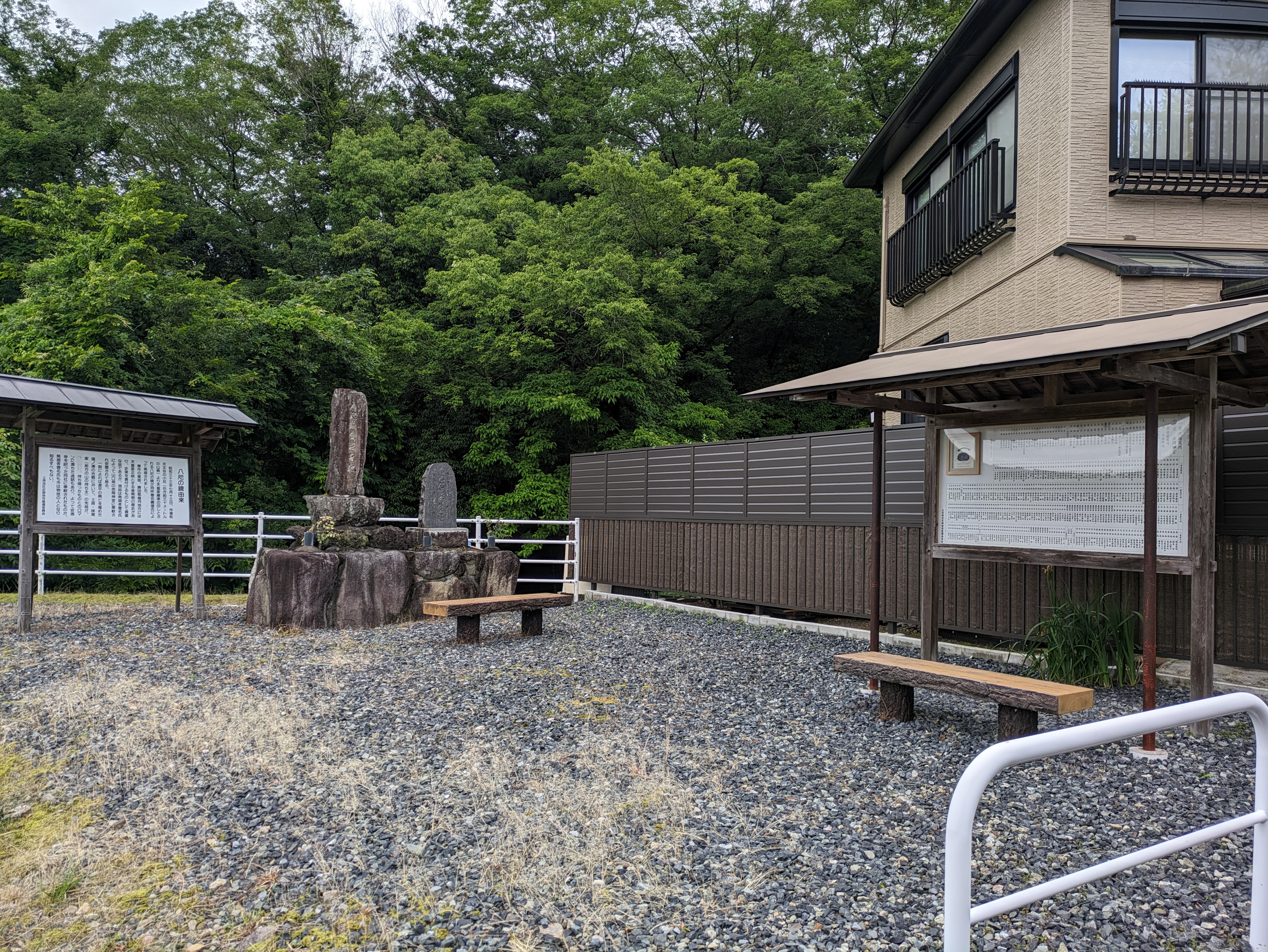
八咫鏡発祥之地全景（美作市）（岡山県美作市土居3320）